# تویپیتز
شهر تویپیتز (به آلمانی: Teupitz) در ایالت برندنبورگ در کشور آلمان واقع شده‌است.